# Kredenbach (Kreuztal)

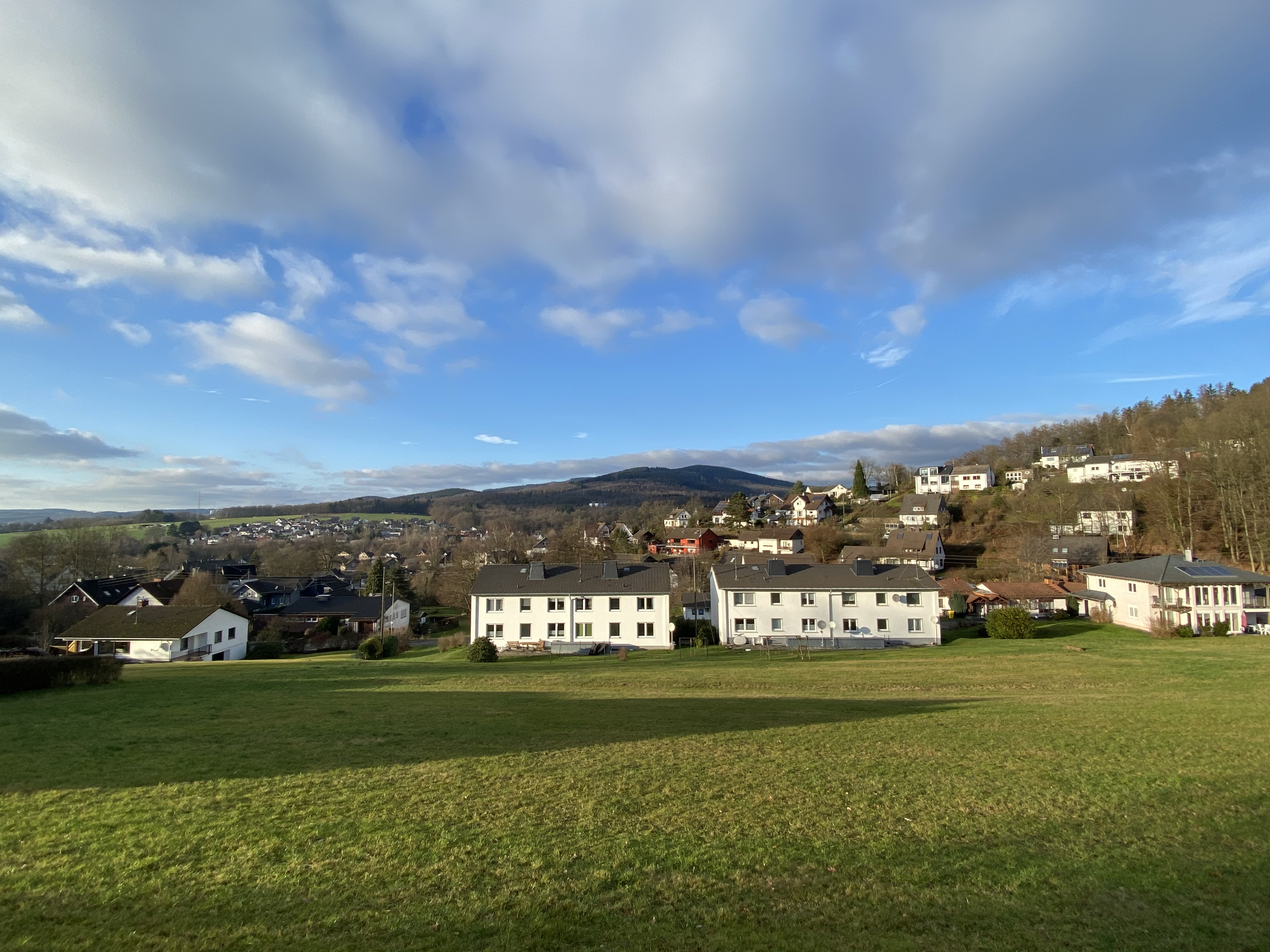
Blick auf Kredenbach

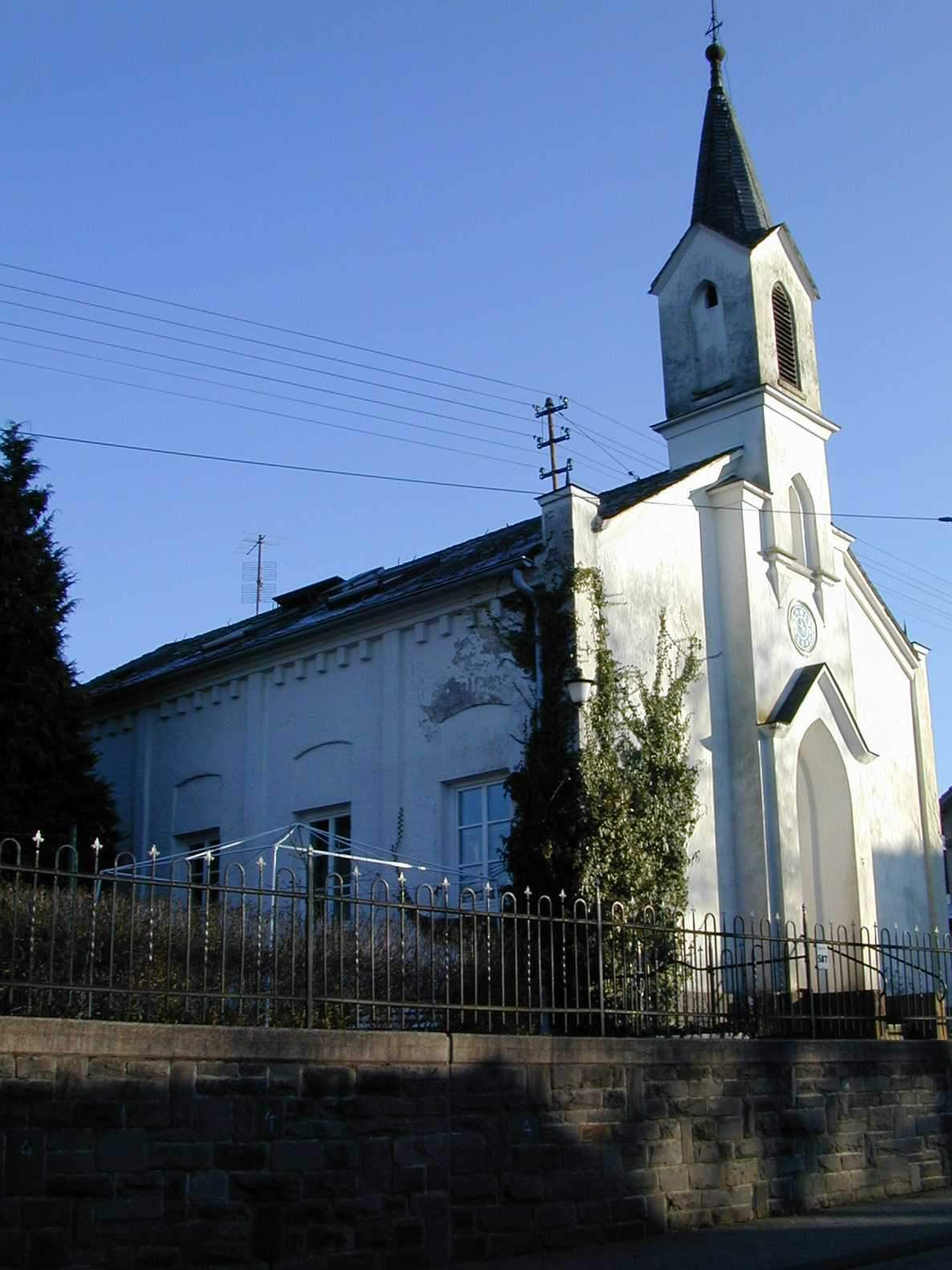
Frühere Kapellenschule im alten Ortskern

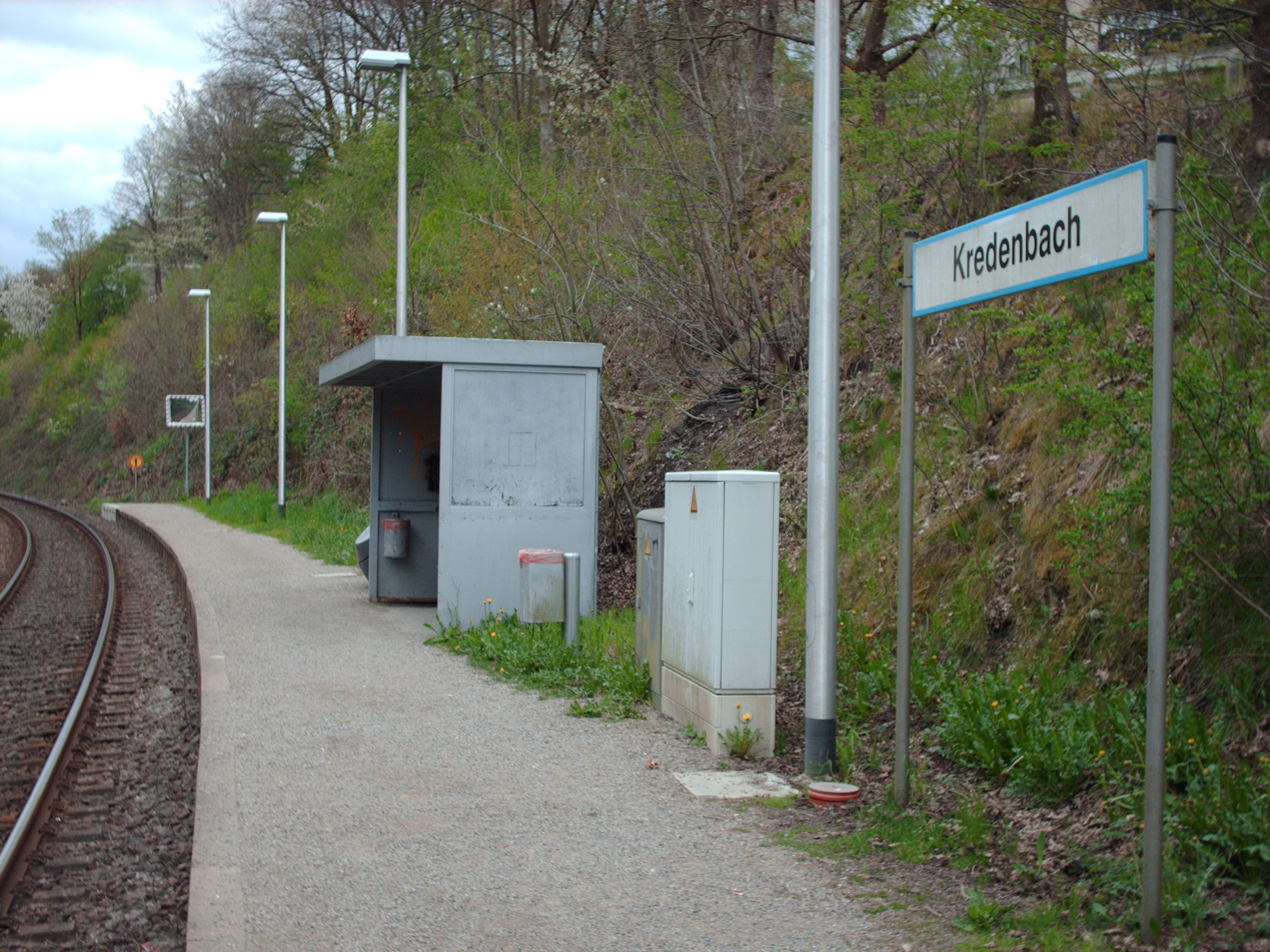
Haltepunkt der Bahn in Kredenbach

Kredenbach (mundartlich Kräremich) ist ein Stadtteil von Kreuztal im nordrhein-westfälischen Kreis Siegen-Wittgenstein.

## Geographie
Kredenbach liegt zwischen Kreuztal und Dahlbruch, einem Ortsteil der Nachbarstadt Hilchenbach. Durch den Ort fließt der Ferndorfbach.

## Geschichte
Der Ort entstand aus Einzelhöfen in den Ortsteilen Lohe (8. März 1319 erstmals erwähnt) und Kredenbach (27. Oktober 1340 erstmals erwähnt) sowie dem Wüstehof (1461 erstmals erwähnt).
Kredenbach und der Wüstehof gelangten erst 1623 vom Kirchspiel Netphen an Ferndorf. Die ehemaligen Loher Hütten- und Hammerwerke, erstmals 1489 erwähnt, waren auch außerhalb des Siegerlandes bekannt. 1834 wurde hier einer der ersten deutschen mit Koks befeuerten Hochöfen in Betrieb genommen.
Am 1. Januar 1969 wurde Kredenbach im Rahmen der kommunalen Neugliederung in die neu geschaffene Stadt Kreuztal eingegliedert. Vorher gehörte die bis dato selbstständige Gemeinde zum Amt Ferndorf.

### Wappen
| Wappen der ehemaligen Gemeinde Kredenbach, Kreis Siegen | Blasonierung: „In Gold (Gelb) drei in Form eines Schrägbalkens gestellte schwarze Rauten, deren Spitzen einander berühren; vorn unten begleitet von einem schrägliegenden blauen Hifthorn.“ |
| Wappen der ehemaligen Gemeinde Kredenbach, Kreis Siegen | Wappenbegründung: Das Wappen wurde am 27. Mai 1939 vom Oberpräsidenten der Provinz Westfalen genehmigt. Der Schrägbalken aus drei schwarzen Rauten ist das Zeichen der Ritter von Selbach-Lohe, die einst in der Gemeinde reich begütert waren. Das Hifthorn entstammt Gerichtssiegeln der Gemeinden Ferndorf und Krombach aus dem Jahre 1470. |

## Kultur und Sehenswürdigkeiten
In Kredenbach gibt es eine Reihe an Vereinen, unter anderem zwei Sportvereine (Turnen, Fußball), einen Gesangverein sowie Ortsgruppen des Sauerländischen Gebirgsvereins und des CVJM.

## Wirtschaft und Infrastruktur

### Unternehmen
Ein Unternehmen des Werkzeugbaus (Gebr. Rath Werkzeugbau GmbH) ist mit mehr als 100 Mitarbeitern ein bedeutender Arbeitgeber im Ort. Mittelständische Unternehmen der Metallverarbeitung sind für die Region wirtschaftlich prägend.

### Öffentliche Einrichtungen
In Kredenbach befindet sich ein Medizinisches Versorgungszentrum (MVZ) der Diakonie, das dem Jung-Stilling-Krankenhaus (Eigenschreibweise: Diakonie Klinikum Jung-Stilling) in Siegen angegliedert ist. Es hat vier Fachabteilungen: Chirurgie und Viszeralchirurgie, Gynäkologie und Geburtshilfe, Neurochirurgie sowie Gefäßchirurgie. Das MVZ Kredenbach befindet sich in einem Gebäudeteil der ehemaligen Bernhard-Weiss-Klinik, eines evangelischen Krankenhauses, das von 1965 bis 2018 bestand. In der COVID-19-Pandemie wurde die ehemalige Klinik im Frühjahr 2020 als Ausweichkrankenhaus reaktiviert.

### Verkehr
Der Ort liegt an der Bundesstraße 508 und an der Bahnstrecke Kreuztal–Cölbe, der sogenannten Rothaar-Bahn, die von der Hessischen Landesbahn GmbH betrieben wird.

## Persönlichkeiten
- Ottilie Kürschner, deutsche Figuren- und Kostümbildnerin, wurde in Kredenbach geboren